# Suterraña
Suterraña (oficialmente y en catalán Suterranya) es una localidad española perteneciente al municipio de Tremp, en la provincia de Lérida, comunidad autónoma de Cataluña.
Fue cabeza del municipio del mismo nombre, en la comarca del Pallars Jussá, anexado a Tremp en 1973. Está situado en la Cuenca de Tremp, a la izquierda del Noguera Pallaresa.
Dentro de su antiguo término, Suterraña se encuentra en el centro del municipio, desde el punto de vista de su longitud, y el límite de poniente, teniendo en cuenta la latitud. Si tenemos en cuenta el actual municipio de Tremp, el pueblo de Suterraña se encuentra en el extremo de levante del término.
La iglesia parroquial de San Saturnino es un edificio de una nave con capillas laterales, de época gótica, aunque las bóvedas de la nave han sido transformadas; la fachada, con un pequeño ojo de buey y aperturas tardías antiestéticas, acaba con un campanario de espadaña.

## Historia
El pueblo de Suterraña fue, en un primer momento, una villa amurallada que, con el paso del tiempo, se fue alargado hasta tomar la forma actual. Se conserva perfectamente todo el trazado del pueblo amurallado, con las casas formando la muralla, y comunicando las calles del interior con el exterior a través de varios portales, alguno de ellos de factura antigua, claramente medieval.
Muy posiblemente el camino real, que recorría la Conca Dellà e iba a parar a Tremp, pasaba por este pueblo, lo que explicaría el doble recinto cerrado que presenta: el primero, representado actualmente por el Portal de Orcau, que conducía el camino real junto al recinto amurallado, pero sin entrar del todo en el recinto interior del pueblo, y el segundo, que cerraría este recinto interior, y que comprendería el resto de portales que tiene la población.
Aparte del recinto formado por las casas, que llegan a hacer ángulos «acastillados» de la muralla, en algún trozo se conservan restos de los caminos de ronda, estrechos y escondidos. El pueblo es estrecho y alargado, y las calles del interior, empinadas. Todo el trazado del antiguo pueblo refleja un perfecto urbanismo medieval.

## Geografía humana

### Demografía
| Gráfica de evolución demográfica de Suterraña entre 1842 y 1970 |
| |
| Población de derecho según los censos de población del INE Población de hecho según los censos de población del INEEntre el censo de 1981 y el anterior, este municipio desaparece porque se integra en el municipio 25234 (Tremp) |

En 1381 ya aparece Suterraña en un censo. Constan 11 fuegos (unos 55 habitantes); en 1553 el número de fuegos ha subido a 16, y en 1718, en 21. De estos 105 habitantes, aproximadamente, en 1787 ya constan 225 habitantes, y en 1860, 344. El número más alto se alcanza en 1887: 394 personas.
En 1845 Pascual Madoz publicó el Diccionario geográfico.... Se puede leer que:

Suterraña es en una pequeña eminencia en el suroeste de la montaña de Sant Corneli, sobre un plano inclinado, bien ventilado y de clima sano. Consta de 37 casas, una fuente con lavadero dentro del pueblo e iglesia. Tiene 30 vecinos (cabezas de familia) y 362 almas (habitantes).

De aquel momento hasta ahora, el descenso ha sido progresiva: 297 en 1900, 232 en 1930, 218 en 1950, 130 en 1970, 83 en 1981 y 35 en 1994. Últimamente parece presentar una cierta remontada, dado que en 2006 había censadas 69 personas, en Suterraña.
Dentro de este período cabe destacar, correspondiente a los últimos años del siglo XIX o los primeros del XX, la construcción de la fuente pública del pueblo, con las fuentes propiamente dichas, lavaderos y bebedero, situados en la parte de levante, cerca del Portal de Orcau.
El señorío de Suterraña estuvo siempre ligado a la baronía de Orcau y, por tanto, pasó por todas las manos por las pasaron las posesiones de esta baronía: los Orcau, los Erill, el duque de Híjar.